# Jean-Baptiste Ollitrault de Keryvallan
Jean-Baptiste Ollitrault de Keryvallan, né le 13 avril 1862 à Quintin et mort le 25 février 1929 à Rome. Abbé de Citeaux, troisième abbé général de l'Ordre cistercien de la stricte observance (trappistes).

## Biographie
Jean-Baptiste Ollitrault de Keryvallan est le fils de René Ollitrault de Keryvallan, commis principal des contributions indirectes, et d'Éléonore Barbier. Bien qu'issu d'une famille profondément catholique, il était le neveu par alliance de Morhéry, socialiste libéral et anti-clérical.
Orphelin de père à l'âge de 5 ans, il fut élevé par son grand-père au manoir de Lanégoff au Quillio (Côtes-d'Armor), au milieu de quatre tantes religieuses ursulines et d'un oncle ancien zouave pontifical. Il entra au petit séminaire de Plouguernével puis au grand séminaire de Saint-Brieuc, tenu alors par les Maristes, d'où il passa au noviciat de ces religieux établi en Angleterre. En 1885, il quitta le noviciat des Maristes pour celui de Trappistes à l'Abbaye Notre-Dame de Melleray dans le diocèse de Nantes.
Admis en 1890 à la profession solennelle, il avait été ordonné prêtre deux ans plus tôt. Il devint en 1901 supérieur d'un monastère fondé en Angleterre à Wood-Barton. En 1919, il fut élu abbé de Melleray. En 1922, il devenait abbé général de l'Ordre, succédant à Monseigneur Marre. Il fut l'ami de Dom Vital Lehodey, abbé de Bricquebec, dont il encouragea l'enseignement spirituel. Il mena à son terme l'expérience de Caldey en Angleterre. Son gouvernement de l'Ordre en permit le développement dans la fidélité.